# Huisje van Uneken

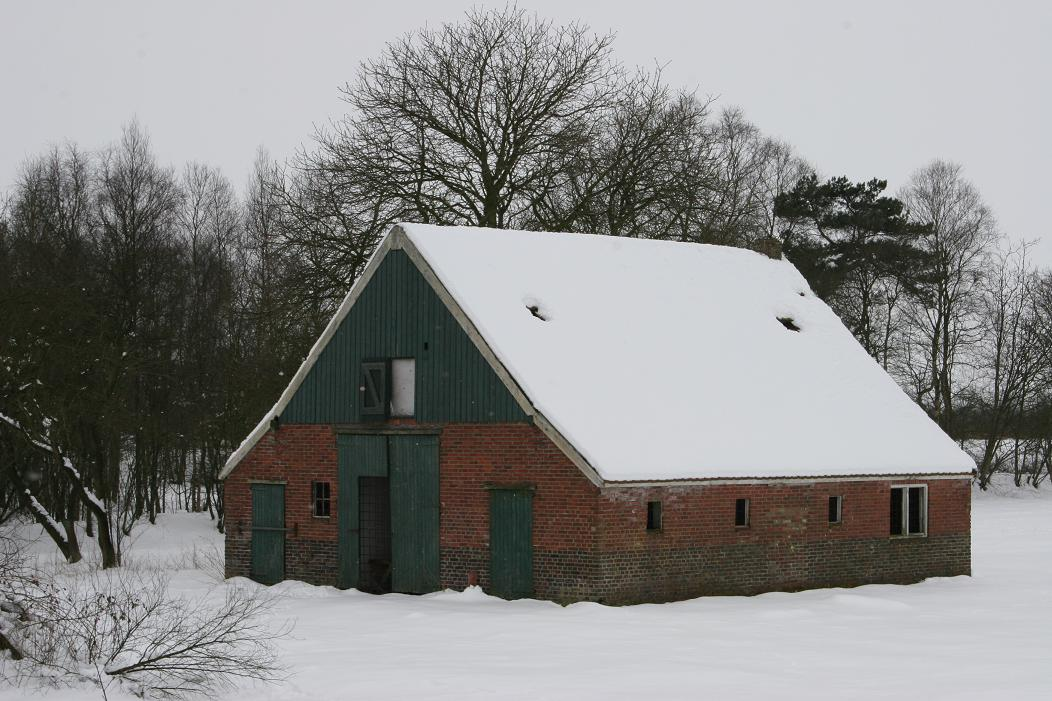
2005

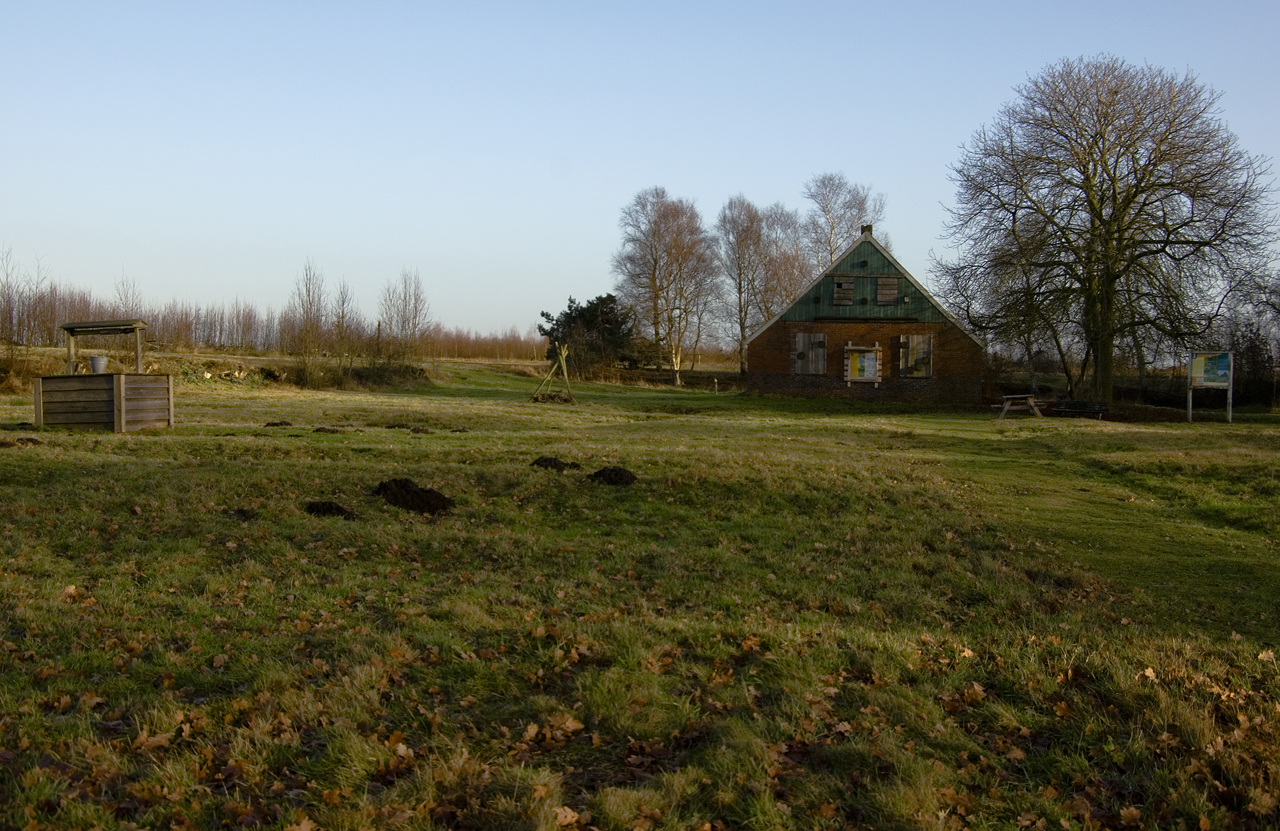
2009

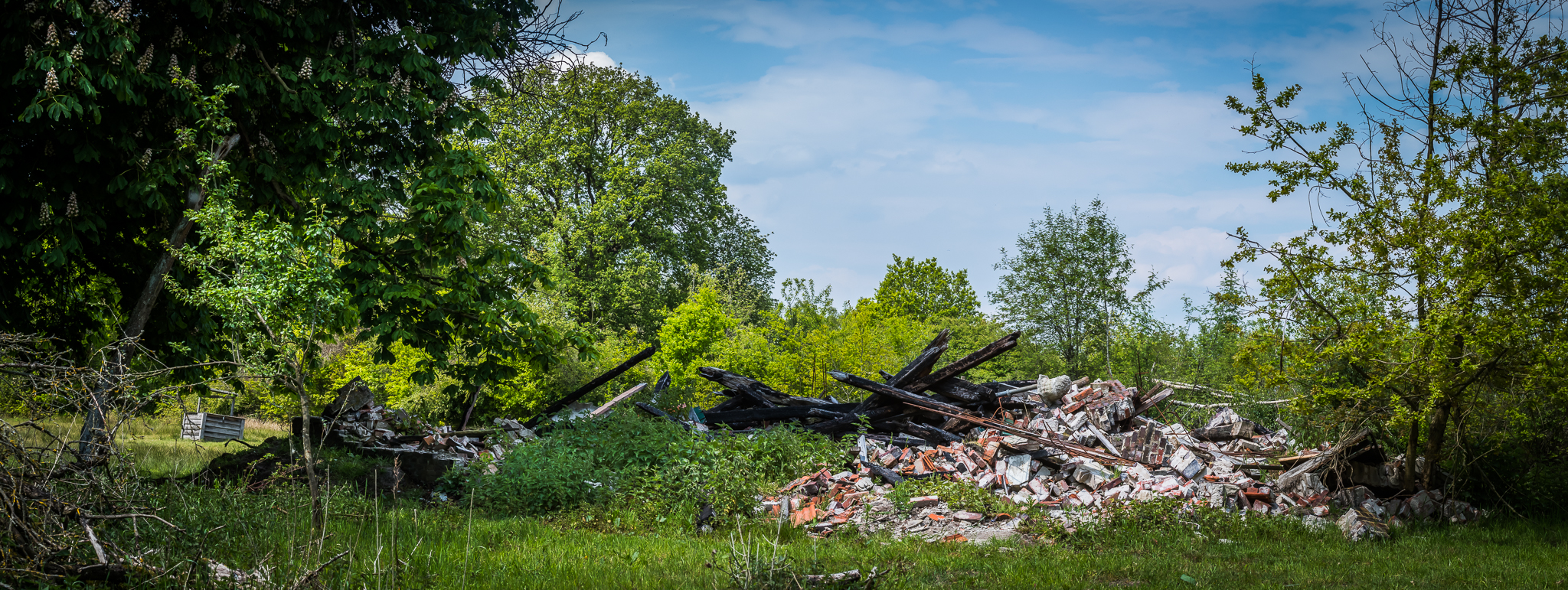
2019

Het Huisje van Uneken was een boerderijtje in het Bargerveen bij Zwartemeer in de provincie Drenthe. Het werd gebouwd in 1944. In 2018 werd het huisje door een brand verwoest.

## Indeling
Aan de voorkant was een woonkamer van vijf bij vijf meter en een slaapkamer van vijf bij vijf meter. In het midden van de woonkamer stond een turfkachel. In de slaapkamer was plaats voor twee tweepersoonsbedden. Een voor de ouders en een voor de kinderen. De oudere kinderen sliepen op de zolder van het huisje, die met een ladder te bereiken was.
Aan de achterzijde van het huis was een stal voor enkele koeien, geiten en het paard. Daar was ook een keuken van drie bij vijf meter. In de keuken stond een fornuis waarop gekookt werd, dit werd gestookt met turf. Naast de keuken was een bijkeuken, hier stonden de emmers met water voor de huishoudelijke klussen. Dit water werd uit de nabijgelegen put gehaald. In deze ruimte werd er ook gekarnd. Er was geen elektriciteit of stromend water. Voor verlichting werd gebruikgemaakt van olielampen. Naast het huisje stond een poepdoos met daaronder een beerput waarin de ontlasting opgevangen werd.

## Bewoners
Vanaf 1944 werd het huis bewoond door de familie Uneken. Jan Uneken, geboren in 1910, heeft er samen met zijn vrouw en tien kinderen gewoond tot 1967. Als keuterboer bewerkte Uneken er zijn eigen grond en hield er vee. In 1950 werd de inpandige stal tot twee slaapkamers verbouwd.
Er stonden meer van dit soort boerderijtjes in de buurt. De bewoners waren net als Uneken keuterboeren. De woningen stonden soms wel 200 meter uit elkaar en de wegen waren vaak slecht begaanbaar. Desondanks hadden de boeren veel contact met elkaar. Tussen de kleine boeren bestond een gevoel van saamhorigheid. In de vijftiger jaren trokken echter steeds meer mensen weg, totdat alleen de familie Uneken overbleef.
In 1967 was de familie nog de enige bewoner van het Bargerveen. De gemeente Emmen bood hen dat jaar een nieuwbouwhuis aan in het centrum van Zwartemeer. Staatsbosbeheer heeft vervolgens het stuk grond en het huis gekocht. Dat is daarna niet meer als woning gebruikt.
Jan Uneken fietste nog vele jaren na 1967 dagelijks naar zijn vroegere woning. Hij hield er nog schapen. Tot zijn 80e heeft hij het huis bezocht. De man overleed in 1993 op 83-jarige leeftijd.

## Insecten
Eigenaar Staatsbosbeheer liet de natuur zijn gang gaan zodat het voormalige veenboerderijtje steeds meer in verval raakte. Het huis werd een woonplaats voor insecten, vogels en vleermuizen. Door het boren van honderden gaten in muren en kozijnen werd het een extra aantrekkelijk nest- en woongebied voor veel soorten insecten. Raamopeningen smeerde men dicht met leem waarin de stengels van riet, braam en vlier waren aangebracht. Rond het gebouwje werd zand gestort voor in de bodem nestelende insecten. Zo was Unekens huis één groot insectenhotel geworden.